# Ряд Лорана

Розклад в ряд Лорана можливий у деякому скінченому кільці, з центром в точці c. Шлях інтегрування γ обирається з кільця, і від вибору того чи іншого шляху інтегрування у фіксованому кільці коефіцієнти розкладу не змінюються.

Ряд Лорана — двосторонній степеневий ряд, у який розкладається комплексна функція f(z). Ряди Лорана застосовують для дослідження комплексної функції у тих випадках, коли розклад у ряд Тейлора не може бути застосований. Їх названо на честь П'єра Альфонса Лорана, який уперше опублікував свої дослідження цих рядів 1843 року. Карл Вейєрштрасс, можливо, застосовував такі ряди ще у 1841 році, але не опублікував своїх результатів.
Для комплексної функції f(z), аналітичної у скінченому кільці з центром у точці c, у довільній точці кільця виконується рівність:
{\displaystyle f(z)=\sum _{n=-\infty }^{\infty }a_{n}(z-c)^{n}}
де члени ряду an визначаються за формулою:
{\displaystyle a_{n}={\frac {1}{2\pi i}}\oint _{\gamma }{\frac {f(z)\,dz}{(z-c)^{n+1}}}.\,}
Шлях інтегрування γ є довільним замкненим контуром, що лежить у кільці і містить точку с.

## Властивості
- Головною частиною ряду Лорана називаються члени з від'ємними степенями:

{\displaystyle \sum _{n=1}^{\infty }a_{-n}{(z-a)^{(-n)}}}
- Правильною частиною (Тейлорівською частиною) ряду Лорана називаються члени з невід'ємними степенями:

{\displaystyle \sum _{n=0}^{\infty }a_{n}(z-a)^{n}}
- Якщо ряд Лорана збігається, то його внутрішність області збіжності є кільцем:

{\displaystyle D=\{z\in \mathbb {C} |r<|z-a|<R<\infty \}}
- У своєму кільці збіжності {\displaystyle D} ряд Лорана збігається абсолютно.

- Функція f(z) в певній точці допускає єдиний розклад у ряд Лорана (якщо такий розклад існує).

## Теорема Лорана
Функція f(z) однозначна і аналітична в скінченому кільці {\displaystyle D=\{z\in \mathbb {C} |r<|z-a|<R<\infty \}} в довільній точці цього кільця допускає розклад у збіжний ряд Лорана.
Ряд Лорана є зручним інструментом для оцінки поведінки функції в околі ізольованої особливої точки. Залежно від головної частини ряду, особливу точку визначають як:
- усувна особлива точка, якщо головна частина не містить ненульових членів;

- простий полюс, якщо головна частина має скінчену кількість членів;

- істотно особлива точка, якщо головна частина має нескінчену кількість членів.

## Приклади
Знайти розклад в ряд Лорана в точці {\displaystyle z=i} функції
{\displaystyle {\frac {1}{z^{2}+1}}.}
Спочатку відзначимо
{\displaystyle {\frac {1}{z^{2}+1}}={\frac {1}{(z-i)(z+i)}}.}
Далі,
{\displaystyle {\frac {1}{z+i}}={\frac {1}{2i+(z-i)}}=-{\frac {i}{2}}{\frac {1}{1-{\frac {i}{2}}(z-i)}}.}
Останній дріб може бути розкладений у геометричну прогресію відносно {\displaystyle z-i},
{\displaystyle {\frac {1}{1-{\frac {i}{2}}(z-i)}}=1+{\frac {i}{2}}(z-i)+\left({\frac {i}{2}}(z-i)\right)^{2}+\left({\frac {i}{2}}(z-i)\right)^{3}+\cdots }
Множимо прогресію на -i/2, і ділимо обидві частини на z - i:
{\displaystyle {\frac {1}{z^{2}+1}}=-\left({\frac {i}{2}}\right){\frac {1}{z-i}}-\left({\frac {i}{2}}\right)^{2}-\left({\frac {i}{2}}\right)^{3}(z-i)-\left({\frac {i}{2}}\right)^{4}(z-i)^{2}-\cdots }
Як другий приклад можна розкласти в ряд Лорана квадрат вищерозглянутої функції
{\displaystyle {\frac {1}{(z^{2}+1)^{2}}}.}
Для цього необхідно піднести до квадрата отриману для попереднього прикладу прогресію. Зазвичай, піднесення до степеня нескінченної прогресії є складною операцією. Однак для обчислення перших {\displaystyle n} членів ряду Лорана, нам достатньо перемножити між собою перші {\displaystyle n} членів вихідної прогресії:
{\displaystyle {\frac {-1}{4(z-i)^{2}}}-{\frac {i}{4(z-i)}}+{\frac {3}{16}}+\cdots }